# Жегліна
Жегліна (пол. Żeglina, Zaglina) — річка в Польщі, у Серадзькому повіті Лодзинського воєводства. Ліва притока Варти (басейн Балтійського моря).

## Опис
Довжина річки 31,76 км, найкоротша відстань між витоком і гирлом — 18,13  км, коефіцієнт звивистості річки — 1,76 .

## Розташування
Бере початок на околиці села Рибник ґміни Бжезньо. Спочатку тече на південний схід через Гозди, Станіславув, Камашувку, повертає на північний схід і далі тече через Нове Село, Барчев, Денбовенка, Кушнє. Після Родумілува річка тече на північний захід і у місті Серадз впадає у річку Варту, праву притоку Одри.
У селі Пишкув річку двічі перетинає єврошлях Е67, S8.